# Adela Verne

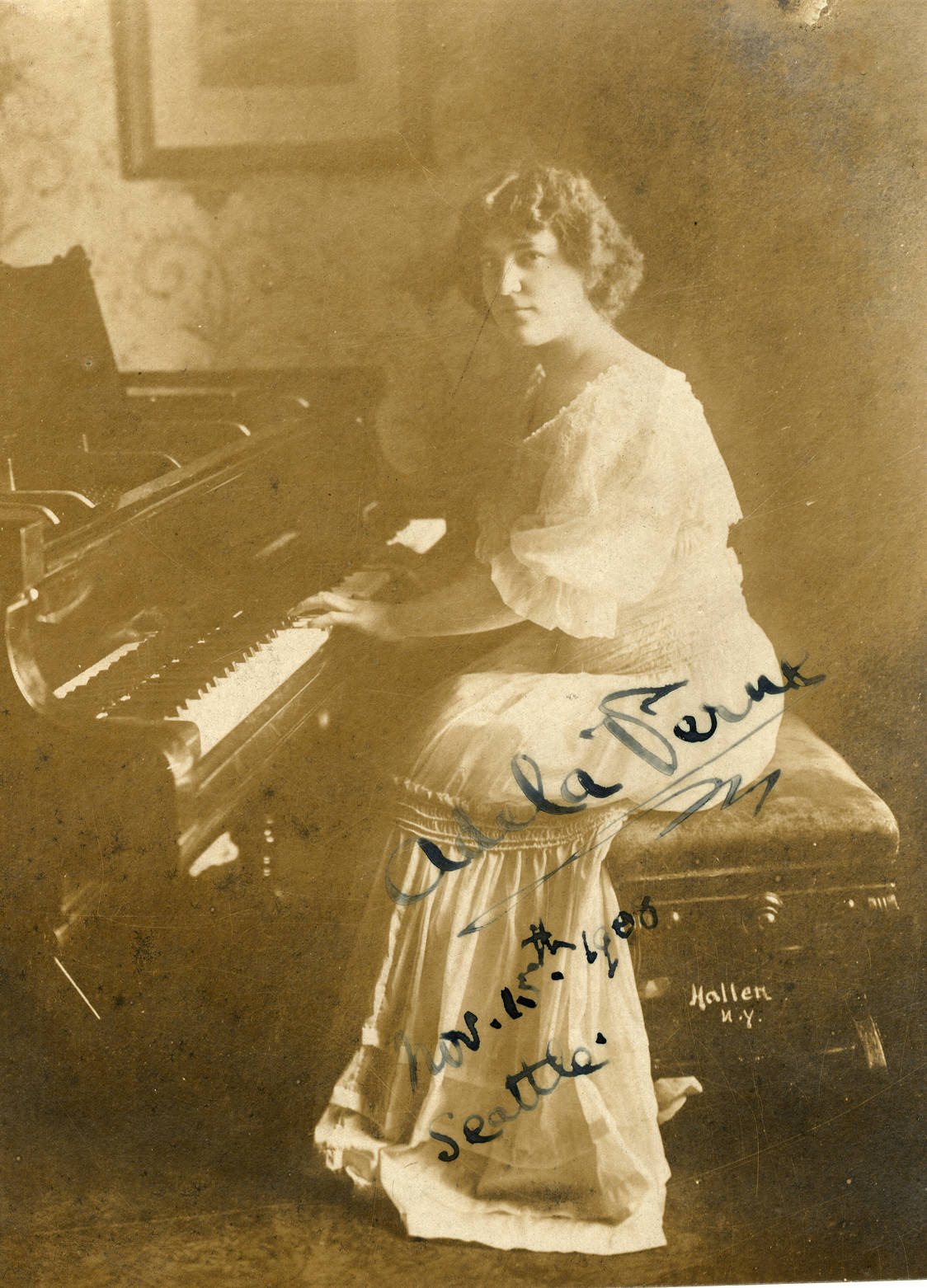
Adela Verne (1908)

Adela Verne (Adeline Victorine Pauline Wurm; * 27. Februar 1877 in Southampton; † 5. Februar 1952 in London) war eine englische Komponistin, Pianistin und Musikpädagogin.

## Leben
Adela Verne war die jüngste Tochter der Musikpädagogen Johann Evangelist Wurm und Sophie Niggli. Sie erhielt den ersten Unterricht von ihren Schwestern Mathilde und Alice. Clara Schumann hörte sie als kleines Kind und war so beeindruckt, dass sie anbot, sie gleich ihrer Schwester Mary in Frankfurt zu unterrichten. Dies lehnten jedoch ihre Eltern ab, stattdessen wurde Clara Schumanns Tochter Marie Schumann in London ihre Lehrerin.
Dreizehnjährig debütierte sie mit sensationellem Erfolg im Crystal Palace mit Tschaikowskis Erstem Klavierkonzert unter Leitung von August Manns. Im Folgejahr lernte sie Ignacy Jan Paderewski kennen, der ihr Lehrer und Mentor wurde. Sie unternahm Konzertreisen durch Europa, Nord- und Südamerika und Australien und wurde von Publikum und Musikkritik gleichermaßen als Nachfolgerin von Teresa Carreño gefeiert.
Nach einem Konzertabend in Wien lud sie Theodor Leschetizky zu einem Recital vor seinen Schülern ein. Bei den St James’s Hall Concerts trat sie mit Joseph Joachim und Alfredo Piatti auf und mit Nellie Melba tourte sie durch Australien. Zu ihren Kammermusikpartnern zählten Musiker wie die Sänger Luisa Tetrazzini, Amelita Galli-Curci und John McCormack sowie die Geiger Mischa Elman und Eugène Ysaÿe. Sie war regelmäßig bei den Proms zu Gast und gab einen Soloabend in der Royal Albert Hall.
Verne spielte die australische Erstaufführung von Tschaikowskis Klavierkonzert, die britische Erstaufführung von César Francks Symphonischen Variationen und mit ihrem Sohn John Vallier die erste Fernsehaufführung von Mozarts Konzert für zwei Klaviere. 1952 gab sie bei der BBC ein Konzert mit Werken Paderewskis. Ihren letzten öffentlichen Auftritt hatte sie bei den Jubilee Concerts in der Wigmore Hall.
Als Komponistin trat Verne mit Liedern und Klavierstücken hervor, darunter einem Queen Elizabeth gewidmeten Militärmarsch. Verne war mit dem Bassisten Jean Vallier verheiratet.